# Franz Jahn
Franz Jahn (nacido el 17 de enero de 1806 en Meiningen; fallecido el 15 de febrero de 1867 en Meiningen) fue médico y farmacéutico alemán que ejerció en Meiningen. Fue pomólogo y redactor de « Illustrirten Handbuchs der Obstkunde » (Manual ilustrado de la ciencia de la fruta).

## Biografía
Franz Jahn nació en Meiningen el 17 de enero de 1806, hijo del médico de la corte Friedrich Jahn (1766-1813). Ambos padres fallecieron en 1813 de fiebre hospitalaria, razón por la cual Franz Jahn creció con su tío, el farmacéutico Karl Ludwig Jahn (1761-1835) El hermano mayor de Jahn fue el consejero privado médico y criador de rosas Ferdinand Jahn (1804-1859).
Jahn fue formado inicialmente como asistente de farmacia por su tío en su farmacia y luego estudió en el instituto farmacéutico de Heinrich Wackenroder en Jena. Tras la muerte de su tío en 1831, se hizo cargo de su farmacia. En 1835 fue nombrado médico asesor y destinado a la diputación médica del gobierno ducal, a la que perteneció durante toda su vida.
Franz Jahn estaba casado con Elise Jahn, de soltera Johannes, con quien tuvo doce hijos, dos de los cuales murieron antes que él. El hijo de Jahn, Herrmann Jahn, era el jardinero de la corte ducal en Hildburghausen .
Franz Jahn murió de pleuresía el 15 de febrero de 1867.

## Méritos como pomólogo
El padre de Jahn ya se había ocupado intensamente de la pomología y dejó a sus hijos un jardín con numerosos árboles frutales. El tío de Jahn siguió atendiendo el jardín después de la muerte de su hermano, asumiendo que sus sobrinos, que estaban interesados en la botánica, querrían quedarse con el jardín. Sin embargo, después de la muerte de su tío, Jahn y su hermano vendieron el jardín.
El interés de Jahn por la pomología solo se despertó más tarde a través del contacto con el inspector de jardines Buttmann, jefe del departamento de jardinería ducal, y el mayordomo Remde, quien lo introdujo en los temas de la fruticultura y la pomología. Eventualmente él mismo diseñó un huerto, en el que plantó numerosos árboles frutales y los cultivó en su propio vivero de árboles. Jahn mantuvo contacto con varios viveros especializados en fruticultura, de los que obtenía regularmente nuevas variedades. Verificó con mucho cuidado la identidad de las variedades que cultivó antes de seguir distribuyéndolas.
Entre los pomólogos en Alemania, Jahn fue reconocido como un muy buen experto en variedades, que tenía una amplia experiencia en pomología, especialmente con peras y frutas con hueso. Obtuvo su conocimiento de las variedades de frutas de hueso a través de visitas a la "finca de Jerusalén" cerca de Meiningen, que había creado el ministro de Estado de Meiningen Freiherr Christian Ferdinand von Könitz y que tenía una extensa colección de variedades de cerezas y ciruelas. También estuvo en estrecho contacto con el farmacéutico Georg Liegel de Braunau, quien era un reconocido experto en variedades de frutas con hueso.
Jahn sugirió la fundación de la asociación de pomología y horticultura en Meiningen en 1838, de la que fue director de 1845 a 1849 y de 1851 a 1864. Hasta su muerte fue director honorario de la asociación, para la cual preparó numerosas conferencias y publicó la publicación de la asociación. En 1856 vendió su botica para dedicarse de lleno a su huerta y vivero.
A partir de 1859, Jahn se hizo cargo de la edición del « Illustrirten Handbuchs der Obstkunde » (Manual ilustrado de la ciencia de la fruta) junto con Johann GC Oberdieck y Eduard Lucas, cuya publicación había sido decidida en 1857 por la segunda reunión de pomólogos en Gotha. También contribuyó a la obra con descripciones de variedades, especialmente de variedades de pera, cereza y ciruela.
En el otoño de 1862, a petición del gobierno, Jahn asistió al congreso internacional de pomología en Namur, Bélgica. Allí exhibió una variedad de frutas de sus huertas y del jardín de la corte ducal, que fue honrado con una medalla del club en la exposición.
Después de la muerte de Jahn, sus huertos y viveros de árboles fueron continuados por un horticultor capacitado en el Instituto Reutlingen de Pomología, que fue supervisado por su hijo Hermann Jahn.

## Honores
Por sus servicios a la pomología, fue nombrado miembro honorario y maestro por el "Freie Deutsche Hochstift" en Frankfurt en 1865. En el mismo año, el duque Bernhard le otorgó la Cruz al Mérito de la Orden de la Casa Ducal de Sajonia-Ernestin.
El 1 de octubre de 1866, el duque Georg le otorgó el título de asesor médico por sus méritos en farmacia y medicina.
La variedad de ciruela 'Jahns Jerusalempflaume', que fue cultivada por su amigo Georg Liegel, lleva el nombre de Franz Jahn.